# Josip Sarić
Josip Sarić (? - u. 6. siječnja 1847.) je bio hrvatski političar iz Bačke. Bio je gradonačelnik slobodnog kraljevskog grada Subotice i poznati javni djelatnik. 
Osam je godina bio nadbilježnikom. Nakon toga bio je zatim senatorom odnosno vijećnikom Gradskog vijeća te prvi čovjek grada Subotice neprekidno od 1834. godine do smrti.
Kad je siječnja 1845. ostavku na mjesto glavno suca dao Josip Antunović, dotadašnji gradonačelnik Sarić zasjeo je na njegovo mjesto, a Sarića je na mjestu gradonačelnika zamijenio Baltazar Josić. 